# Jacqueline Risset
Jacqueline Risset (Besançon, 25 maggio 1936 – Roma, 3 settembre 2014) è stata una poetessa, critica letteraria e traduttrice francese.

## Biografia
Jacqueline Risset, critico letterario, traduttrice e docente universitaria, specialista di Dante, ha tradotto in francese la Divina Commedia. 
Dal 1967 al 1982, è stata membro del comitato di redazione della rivista Tel Quel. 
Allieva dell'École normale supérieure, è stata docente di letteratura francese all'Università degli Studi Roma Tre, dove ha diretto il Centro di Studi italo-francesi,
È stata inoltre nel comitato di redazione della rivista Poesia "Mensile internazionale di cultura poetica". 
È sepolta nel Cimitero acattolico di Roma.

## Opere

### Poesia
- Jeu, Seuil, « Tel Quel », 1971
- Mors, Orange Export Ltd, 1976
- La Traduction commence, Christian Bourgois, 1978 ISBN 2-267-00107-1
- Sept passages de la vie d'une femme, Paris: Flammarion, 1985 ISBN 2-08-064769-5
- L'Amour de loin, Flammarion, 1988
- Amor di lontano, trad. dell'autrice, Torino: Einaudi, 1990 ISBN 88-06-12794-2
- Petits éléments de physique amoureuse, Gallimard, «L'infini», 1991
- Les Instants, Tours: Farrago, 2000 ISBN 2-84490-039-9
- Il tempo dell'istante. Poesie scelte 1985-2010, trad. dell'autrice, Torino: Einaudi, 2011

### Saggi
- L'anagramme du désir, essai sur la Délie de Maurice Scève, Roma: Bulzoni, 1971; nuova ed. Paris, Fourbis, 1995.
- L'invenzione e il modello. L'orizzonte della scrittura dal petrarchismo all'avanguardia, Bulzoni, 1972
- Dante écrivain ou L'Intelletto d'amore, Seuil, 1982 ISBN 2-02-006175-9
- Dante scrittore, Arnoldo Mondadori Editore, 1984 ISBN 978-88-04-24473-8
- Marcelin Pleynet, Seghers, 1988
- La letteratura e il suo doppio. Sul metodo critico di Giovanni Macchia, Milano: Rizzoli, 1991 ISBN 978-88-17-84140-5
- Georges Bataille: il politico e il sacro, Napoli: Liguori editore, ISBN 88-207-1599-6
- L'incantatore. Scritti su Fellini, Milano: Vanni Scheiwiller, 1994 ISBN 88-7644-201-4
- Puissances du sommeil, Seuil, 1997 ISBN 2-02-019112-1
- Le potenze del sonno, trad. di Anna Trocchi, Roma: Nottetempo, 2009 ISBN 978-88-7452-172-2
- Dante, une vie, Flammarion, 1999
- Dante, una vita, traduzione di Margherita Botto, Rizzoli, 1995 ISBN 88-17-84429-2
- La lirica rinascimentale, a cura di Roberto Gigliucci, collana "Cento libri per mille anni", Istituto Poligrafico e Zecca dello Stato, 2001
- (con Pierre Restany e Jean-Marie Tasset), Arnaldo Pomodoro. Sculptures 1962-2000. Dans les jardins du Palais-Royal Paris, Losanna: Skira, 2002 ISBN 978-88-8491-245-9
- Prefazione a Jean-Pierre Ferrini, Dante et Beckett, Éditions Hermann, 2003 ISBN 2-7056-6460-2
- Il silenzio delle sirene. Percorsi di scrittura nel Novecento francese, Roma: Donzelli Editore, 2006 ISBN 88-6036-049-8
- Tra Petrarca e Leopardi. Variazioni inclusive, Milano: Aragno, 2006 ISBN 978-88-8419-276-9
- Traduction et memoire poetique: Dante, Sceve, Rimbaud, Proust, prefazione di Yves Bonnefoy, Éditions Hermann, 2007 ISBN 978-2-7056-6613-2
- Une certaine joie. Essai sur Proust, Éditions Hermann, 2009 ISBN 978-2-7056-6908-9

### Traduzioni in francese
- Dante, La Divine Comédie:
  - L'Enfer, Flammarion, 1985 ISBN 2-08-071216-0
  - Le Purgatoire, Flammarion, 1988 ISBN 2-08-071217-9 ISBN 2-08-211534-8
  - Le Paradis, Flammarion, 1990 ISBN 2-08-070726-4 ISBN 2-08-211542-9
  - La Divine Comédie, Gallimard, Bibliothèque de la Pléiade, 2021, ISBN 9782072888748
- Dante, Rimes, Flammarion, 2014, ISBN 2082102955
- Federico Fellini, Intervista, Flammarion, 1987 ISBN 2-08-211400-7
- Federico Fellini, Cinecittà, Nathan, 1989
- Introduzione a Édouard Dujardin, Il monologo interiore, Parma: Pratiche, 1991 ISBN 88-7380-149-8
- Machiavel, Le Prince, Éditions Actes Sud, 2001

### Traduzioni in italiano e curatele
- Philippe Sollers, Il parco, introduzione di Edoardo Sanguineti, Milano: Bompiani, 1967
- (con Alfredo Giuliani), Poeti di Tel Quel, Einaudi, 1970
- Philippe Sollers, Dramma, Einaudi, 1972
- Francis Ponge, Il partito preso delle cose, Einaudi, 1978 ISBN 88-06-48991-7
- Introduzione a Sainte-Beuve, I miei veleni, Parma: Pratiche, 1984 ISBN 88-7380-056-4
- (curatrice), Georges Bataille: il politico e il sacro, Liguori, 1987 ISBN 88-207-1599-6
- Claude Esteban, Diario immobile, Vanni Scheiwiller/All'insegna del pesce d'oro, 1987 ISBN 88-444-1101-6
- Bataille-Sartre: un dialogo incompiuto, a cura di, Roma: Artemide, 2002 ISBN 88-86291-75-2
- (con Arturo Mazzarella), Scene del sogno, Roma: Artemide, 2003 ISBN 88-86291-86-8
- La rivista Botteghe oscure e Marguerite Caetani: la corrispondenza con gli autori stranieri, 1948-1960, Roma: L'Erma di Bretschneider, 2007 ISBN 978-88-8265-452-8